# Ottar Gjermundshaug
Ottar Gjermundshaug (né le 23 janvier 1925 et décédé le 10 avril 1963) est un ancien spécialiste norvégien du combiné nordique. Il est vice-champion du monde de combiné nordique en 1950.

## Palmarès

### Jeux olympiques
| Épreuve / Édition | Oslo 1952 |
| Combiné nordique  | 6e        |
| Ski de fond 18 km | 17e       |

### Championnats du monde
| Épreuve / Édition | Lake Placid 1950 |
| Combiné nordique  | Argent           |